# Milan Ristovski
Milan Ristovski (en macédonien : Милан Ристовски) est un footballeur international macédonien né le 8 avril 1998 à Skopje. Il évolue au poste d'attaquant au Spartak Trnava.

## Biographie

### En club
Milan Ristovski commence sa carrière professionnelle avec le FK Rabotnički Skopje.
Il devient joueur du HNK Rijeka en 2017.
Il est prêté successivement dans les clubs du NK Krško, du FC Nitra et du Spartak Trnava.
Le 10 août 2019, il inscrit avec le club de Nitra le premier doublé de sa carrière professionnelle, lors de la réception du ŠKF Sereď (victoire 3-2 en championnat).
Ristovski est définitivement transféré en 2021 au Spartak Trnava.

### En équipe nationale
International macédonien, il reçoit sa première sélection en équipe de Macédoine du Nord lors d'un match amical contre le Kazakhstan le 4 juin 2021. Il inscrit un but lors de cette rencontre,.
Il fait partie du groupe macédonien qui dispute l'Euro 2020. Lors de cette compétition, il joue un match de phase de groupe contre l'Autriche qui se solde par une défaite. Avec un bilan peu reluisant de trois défaites en trois matchs, huit buts encaissés et seulement deux buts marqués, la Macédoine est éliminée dès le premier tour.